# Gallio
Gallio (Ghèl en cimbre) est une commune de la province de Vicence en Vénétie (Italie).

## Administration
| Période                                  | Période  | Identité         | Étiquette | Qualité |
| ---------------------------------------- | -------- | ---------------- | --------- | ------- |
| 14 juin 2004                             | En cours | Antonella Stella | Centro    |         |
| Les données manquantes sont à compléter. |          |                  |           |         |

### Hameaux
- Stoccareddo (it)

### Communes limitrophes
Asiago, Enego, Foza

### Évolution démographique
Habitants recensés

## Personnalités liées à la commune
- Virginio Lunardi
- Charles Rigon
- Francis Rigon
- Severino Rigoni
- Lucio Topatigh